# Leucopis atrifacies
Leucopis atrifacies är en tvåvingeart som beskrevs av Aldrich 1925. Leucopis atrifacies ingår i släktet Leucopis och familjen markflugor.
Artens utbredningsområde är Kalifornien. Inga underarter finns listade i Catalogue of Life.